# Dolichoderus tauricus
Dolichoderus tauricus är en myrart som beskrevs av Gennady M. Dlussky 1981. Dolichoderus tauricus ingår i släktet Dolichoderus och familjen myror. Inga underarter finns listade i Catalogue of Life.